# Порохов, Евгений Викторович
Евге́ний Ви́кторович По́рохов (1 июня 1972 г., с. Пограничник, Саркандский район, Талдыкурганская область, КазССР) — казахстанский юрист, доктор юридических наук, автор более 150 работ по налоговому, административному, гражданскому праву, директор НИИ финансового и налогового права, профессор Каспийского общественного университета.

## Биография
Родился 1 июня 1972 года в с. Пограничник (Талдыкурганская область), КазССР.

## Образование
В 1989 году с золотой медалью окончил алматинскую среднюю школу N 70 и в том же году поступил на юридический факультет Казахского государственного университета им. С. М. Кирова, который в 1994 году с отличием окончил с присвоением специальности юрист (правоведение) и поступил в аспирантуру в казахский государственный университет им. Аль-Фараби; в 1997 году завершил обучение в ней.
В 1998 году успешно защитил диссертацию на соискание учёной степени кандидата юридических наук по теме: «Конституционное обязательство по уплате налогов» с присвоением ученой степени кандидата юридических наук.
В 2009 году Евгений Порохов подготовил и защитил диссертацию на соискание ученой степени доктора юридических наук по теме «Налоговое право Республики Казахстан (вопросы теории и практики)»; через год, в 2010 году, ему была присуждена ученая степень доктора юридических наук.

## Профессиональная деятельность
- 1997 г. — 1998 г. — Старший преподаватель Института экономики и права казахского национального университета имени аль-Фараби, ВШП «Әділет», КАЗГЮУ имени М. С. Нарикбаева.
- 2006 г. — настоящее время — Директор Учреждения «Научно-исследовательский институт финансового и налогового права»[2](Казахстан, Алматы)
- 2011 г. — настоящее время — Академический профессор Высшей школы права «Әділет» Каспийского общественного университета (Казахстан, Алматы)

## Научная деятельность
Евгений Порохов является членом Научно-консультативного совета при Конституционном Суде Республики Казахстан, членом Научно-консультативного совета при Верховном Суде РК, членом Общественного совета при Министерстве национальной экономики Республики Казахстан. В разные годы также являлся генеральным советником Экономического суда СНГ, членом Экспертного совета при Таможенном Союзе. Неоднократно выступал консультантом и специалистом по вопросам налоговой политики и налогового законодательства в Парламенте и Правительстве страны, в Конституционном Совете РК, в Верховном и нижестоящих судах Республики Казахстан, в Экономическом Суде ЕврАзЭС (г. Минск), в Международном Центре по урегулированию инвестиционных споров (г. Вашингтон), в международных арбитражах: Постоянной Палаты Третейского Суда (г.Гаага) и International Dispute Resolution Centre (г.Лондон). Будучи членом Экспертного совета в 2000—2001 гг. и членом рабочей группы по разработке Налогового кодекса в 2008 г., участвовал в подготовке основного налогового закона страны, нормативных постановлений Верховного Суда РК по практике применения судами налогового законодательства РК 1999, 2006, 2022 гг., а также Кодекса РК об административных правонарушениях 2001 г., 2014 г. Осуществляет адвокатскую деятельность в Алматинской городской коллегии адвокатов.
Является организатором десяти Казахстанских Налоговых Форумов и Худяковских чтений по финансовому праву (ежегодных международных научно-теоретических конференций в г. Алматы). Имеет свидетельство об аккредитации в качестве субъекта научной, научно-технической деятельности (30 ноября 2012 г.).
Автор более ста пятидесяти опубликованных научных и методических работ: монографий, учебников, книг, статей и учебных пособий по налоговому, административному и гражданскому праву.

## Награды
В 2008 году награждён медалью Союза адвокатов Казахстана «За вклад в развитие адвокатуры».
В 2015 году выражена благодарность Конституционного Совета РК за плодотворное сотрудничество в сфере обеспечения верховенства права и реализации конституционных ценностей.
В 2020 году признан победителем фестиваля-конкурса «Выбор года N 1 в Казахстане» 2020 года, став лауреатом конкурса и обладателем почётной медали «Общественное признание» в номинации «За профессиональные достижения и вклад в развитие правовой системы».